# Машка (фильм)
«Машка» — короткометражный художественный фильм режиссёра Игоря Каграманова, снятый близ Калуги в 2014 году.

## Сюжет
В небольшом посёлке, в глубинке России, живёт девочка Маша с двумя младшими братьями. Их мать умерла, а отец давно спился. На плечах Машки и дом, и семья. Но это не последнее испытание, что предстоит выдержать хрупкой девушке-подростку. Маша, сама практически ребёнок, вынуждена вмиг повзрослеть, дабы выжить самой и не дать сгинуть братьям.

## В ролях
- Валентина Глушенкова — Машка[1]
- Никита Абрамов — Миша
- Павел Зайцев — Саша
- Александр Гох — отец
- Леонид Клёц — полицейский
- Ольга Петрова — опекунша
- Вера Коротаевская — женщина на дороге
- Игорь Склизков — пьяница

## Награды и фестивали
- 2014 — Награда за лучший короткометражный фильм на кинофестивалях «Сталкер»[2][3][4], Doc Sunback Film Festival (США)[5] и «Лампа» (Пермь)[6]; Приз за лучший игровой фильм на Фестивале студенческого кино в Писеке (Чехия)[7]; Специальный приз кинофестиваля «Золотая пятёрка» (Химки, Московская область)[7]; Приз за лучший сценарий и зрительский приз фестиваля ВГИКа[8].

Участник конкурсной программы «Короткий метр» на МКФ в Каннах, основных и внеконкурсных программ International Student Short-Film Festival of Cergy-Pontoise (Франция), Открытого Фестиваля студенческих и дебютных фильмов «Святая Анна» (Россия), Международного фестиваля короткометражного кино One Shot  (Армения), Международного фестиваля современного искусства и духовно-нравственных фильмов Fresco (Армения), Motovun Film Festival (Хорватия), Naoussa International Film Festival (Греция), Фестиваля доброго кино «Лён» (Россия), Международного фестиваля цифрового кино Kinofest (Румыния), Международного фестиваля независимого короткометражного кино Visione Corte (Италия), Cinerall International Festival Trains on Film (Марокко), Международного форума короткометражных фильмов Grand off (Польша), Международного фестиваля фильмов о правах человека Diritti a todi (Италия), Tirana International Film Festival (Албания), Международного фестиваля независимого кино Golden Anteaters (Польша), Международного Кинофестиваля «Свой путь» (Россия).